# Mike Tyson's Punch-Out!!
Mike Tyson's Punch-Out!! est un jeu vidéo sorti sur Nintendo Entertainment System (NES) en 1987, puis ressorti sous le nom de Punch-Out!! featuring Mr. Dream en 1990. Ce jeu est basé sur le jeu d'arcade Punch-Out!! sorti en 1983.

## Système de jeu

### Généralités
Le joueur incarne un jeune boxeur du nom de Little Mac, 17 ans, de New York, qui gravit les échelons pour avoir la chance de combattre Mike Tyson (ou Mr. Dream).
Le jeu se constitue de match entre différents boxeurs de la WVBA (World Video Boxing Association), venant de nationalités différentes et classés dans 3 circuits (mineur, majeur et mondial). Le joueur à la possibilité de donner des coups avec le poing gauche et le poing droit au niveau du ventre ou de la tête de l'adversaire. Il peut également esquiver sur le côté gauche ou droit, bloquer les coups et se baisser pour éviter les offensives ennemies. Chaque adversaire ont des coups et des comportements qui leurs sont propres et le joueur devra les mémoriser et les esquiver pour remporter le match. Plus le joueur progresse, plus les combats deviennent de plus en plus techniques. La victoire par KO, TKO ou par décision permet à Little Mac la montée dans le classement et l'accès au combat suivant. Si le joueur perd un match, en fonction de son score il peut soit redescendre dans le classement et recombattre un adversaire précédent, soit il garde sa place et doit recombattre le boxeur actuel. Perdre 3 matchs résulte en un game over. Un système de mot de passe permet de reprendre au début d'un circuit.
Deux systèmes sont ajoutés à cette version NES. Premièrement l'endurance, représenté par un cœur, dont le nombre dépend du combat. Il baisse de 1 lorsqu'un coup du joueur est bloqué ou lorsqu'il bloque un coup, et de 3 en recevant des dégâts ; arrivé à 0, Little Mac sera trop fatigué pour attaquer et ne pourra redonner des coups qu'après un certains temps à esquiver les attaques adverses. Deuxièmement les étoiles, remplaçant la jauge de KO des versions arcades. Lorsque le joueur touche un adversaire à un moment précis, il peut gagner des étoiles jusqu'au nombre de 3. Chacune de ces étoiles permettent à Little Mac d'effectuer un uppercut puissant, mais il les perds un par un à chaque coup qu'il reçoit.

### Personnages
Little Mac  : le protagoniste incarné par le joueur. [Origine : Bronx, NY, U.S.A.. Âge : 17. Poids : 107 lbs]
Doc Louis : Ex champion de boxe, entraineur de Little Mac.
Mario (caméo) : Occupe le rôle d'arbitre

### Adversaires
| Boxeur       | Classement | Résultats     | Origine           | Âge | Poids   |
| ------------ | ---------- | ------------- | ----------------- | --- | ------- |
| Glass Joe    | N° 2       | 1-99 (1 KO)   | Paris, France     | 38  | 110 lbs |
| Von Kaiser   | N° 1       | 23-13 (10 KO) | Berlin, Allemagne | 42  | 144 lbs |
| Piston Honda | Champion   | 26-1 (18 KO)  | Tokyo, Japon      | 28  | 174 lbs |

| Boxeur       | Classement | Résultats    | Origine                     | Âge | Poids   |
| ------------ | ---------- | ------------ | --------------------------- | --- | ------- |
| Don Flamenco | N° 3       | 22-3 (9 KO)  | Madrid, Espagne             | 23  | 152 lbs |
| King Hippo   | N° 2       | 18-9 (18 KO) | Hippo Island, Pacifique Sud | ??  | ??? lbs |
| Great Tiger  | N° 1       | 24-5 (3 KO)  | Bombay, Inde                | 29  | 132 lbs |
| Bald Bull    | Champion   | 34-4 (29 KO) | Istanbul, Turquie           | 36  | 298 lbs |

| Boxeur          | Classement | Résultats    | Origine                 | Âge | Poids   |
| --------------- | ---------- | ------------ | ----------------------- | --- | ------- |
| Piston Honda    | N° 5       | 26-2 (18 KO) | Tokyo, Japon            | 28  | 174 lbs |
| Soda Popinski   | N° 4       | 33-2 (24 KO) | Moscou, U.R.S.S.        | 35  | 237 lbs |
| Bald Bull       | N° 3       | 34-5 (29 KO) | Istanbul, Turquie       | 36  | 298 lbs |
| Don Flamenco    | N° 2       | 22-4 (9 KO)  | Madrid, Espagne         | 23  | 152 lbs |
| Mr. Sandman     | N° 1       | 27-2 (21 KO) | Philadelphie, PA, É.-U. | 31  | 284 lbs |
| Super Macho Man | Champion   | 35-0 (29 KO) | Hollywood, CA, É.-U.    | 27  | 242 lbs |

| Boxeur                             | Surnom                     | Résultats                 | Origine                       | Âge   | Poids           |
| ---------------------------------- | -------------------------- | ------------------------- | ----------------------------- | ----- | --------------- |
| Mike Tyson (1987) Mr. Dream (1990) | Kid Dynamite The Legendary | 31-0 (27 KO) 99-0 (99 KO) | Catskill, NY, É.-U. Dreamland | 21 ?? | 220 lbs 235 lbs |

### Another World Circuit
Il s'agit d'un 4ème circuit caché, disponible à l'aide d'un mot de passe. Le joueur peut alors combattre 9 adversaires, de King Hippo à Mike Tyson/Mr. Dream, en passant par les ré-affrontements contre Piston Honda, Bald Bull et Don Flamenco. Le joueur n'a droit qu'à une seule défaite, auquel cas c'est le game over.

### Différence entre la version de 1987 et la version de 1990
L'unique différence entre les deux éditions sur NES est que dans la plus récente, le dernier boxeur que l'on affronte n'est plus Mike Tyson, mais Mr. Dream. C'est en fait un boxeur semblable au premier et qui combat de façon identique, avec seulement quelques changements du visage et la couleur de peau. La modification de ce personnage est due à l'échéance du contrat entre Nintendo et Mike Tyson sur l'exploitation de son image, en plus de la perte de son titre de champion du monde de poids lourds contre Buster Douglas en février 1990.

## Accueil
- Computer and Video Games : 8/10[1]

## Rééditions
La version japonaise du jeu Punch-Out!! featuring Mr. Dream est éditée dans une version cartouche dorée collector produite à seulement 10 000 exemplaires. C'était un prix offert par Nintendo aux 10 000 meilleurs scores dans le cadre d'un concours sur le jeu Famicom Golf US Course sur Famicom Disk System, un des jeux proposant des concours lancés par Nintendo via les bornes Disk Fax.
Le jeu est ressorti sur la Console virtuelle de la Wii le 30 mars 2007 et sur la Console virtuelle de la Nintendo 3DS le 1er mars 2012.